# Karen Brucene Smith
Karen Brucene Smith, đến từ Texas, là người đẹp Hoa Kỳ đầu tiên chiến thắng tại cuộc thi Hoa hậu Quốc tế vào năm 1974 .
Năm 1971, Karen đại diện nước mình tại cuộc thi Hoa hậu Thế giới được tổ chức tại London, Vương quốc Anh, và xếp thứ 6 chung cuộc.
3 năm sau, Karen được cử đến Tokyo, Nhật Bản tham dự cuộc thi Hoa hậu Quốc tế, nơi cô chiến thắng và trở thành người Hoa Kỳ đầu tiên đăng quang ngôi vị này.